# プール (お笑いコンビ)
プールは、吉本興業東京本社に所属する日本のお笑いコンビ。スクールJCA20期およびNSC東京校22期出身。

## メンバー
高橋 大志（たかはし たいし、1990年6月6日（34歳）- ）
- ボケ担当、立ち位置は向かって左。
- 千葉県出身。船橋市立船橋高等学校卒業。
- 身長173cm。体重70kg。血液型O型。
- 結成以前はコンビ『おだんごず』として活動[1]。
- 趣味は世界の格闘技。
- ベトナムの国技・ボビナムを習い始め、2019年10月に日本代表選手となった[2]。

小海 正紀（こうみ まさき、1991年8月21日（33歳）- ）
- ツッコミ・ネタ作り担当、立ち位置は向かって右。
- 東京都出身。八王子高等学校卒業。日本映画学校映像科中退[3]。
- 身長176cm。体重75kg。血液型O型。
- 結成以前はコンビ『ナグモユミ』として活動[4]。
- 趣味は食べ歩き。
- 特技は「単語を貰えれば、どこか意味深な事を言う邦画に出てきそうな女の子っぽいセリフを言える」こと[5]。

## 概要
2人ともスクールJCA20期出身。当初は別々でコンビを組んでおり、それぞれプロダクション人力舎で活動していた。2014年4月に双方のコンビ解散と同時に所属事務所を離れ、同年6月にコンビ『ボールプール』を結成。当時はフリーで活動していたが、2015年6月27日に一度解散。
2016年4月1日に再結成。その際に心機一転コンビ名を現在のものに改め、同年にNSC東京校へ22期生として入学。卒業後は吉本興業東京本社に所属となった。

## 賞レース戦績

### キングオブコント
- 2021年 準々決勝進出[10]
- 2022年 準々決勝進出[11]
- 2023年 準々決勝進出[12]
- 2024年 準々決勝進出[13]

### その他
- 2023年 第44回ABCお笑いグランプリ 最終予選進出[14]
- 2023年 第10回NHK新人お笑い大賞 本選進出[15]
- 2024年 M-1グランプリ2024 3回戦進出[16]

## 出演

### テレビ
- ※注 芸人調べ（テレビ朝日、2018年9月13日・20日・10月4日・11月22日・12月6日・2019年1月10日・17日）[17][18]
- 探シタラTV（テレビ朝日、2020年5月22日）※高橋のみ
- よるのブランチ（TBSテレビ、2021年12月15日）
- 防犯カメラが捉えた!衝撃コント映像（朝日放送テレビ、2022年5月22日）
- ラヴィット!（TBSテレビ、2023年2月13日）
- 深夜のハチミツ（フジテレビ、2023年7月・8月・10月つぼみ芸人）

### ラジオ
- マイナビ Laughter Night（TBSラジオ、2019年5月24日）[19]
- タカアンドトシのお時間いただきます（NHKラジオ第1放送、2024年4月3日 - ）[20]

### ネット配信
- よしログ（GYAO!、2019年5月23日・11月29日）
- お笑い実力刃（テレビ朝日、2021年4月28日）
  - シソンヌが注目する若手実力刃芸人として挙げられ、ネタの模様はテレビ朝日公式YouTubeチャンネルにて期間限定配信された。

### 単独公演
- 大人なのに暇（ヨシモト∞ドームⅠ、2019年3月23日）
- わからないところが、わからない（神保町よしもと漫才劇場、2021年12月11日）